# Blastothrix americana
Blastothrix americana är en stekelart som beskrevs av Sugonjaev 1983. Blastothrix americana ingår i släktet Blastothrix och familjen sköldlussteklar. Inga underarter finns listade.